# Faster Than the Speed of Night
«Faster Than the Speed of Night» (укр. «Швидше за швидкість ночі») — п'ятий студійний альбом валлійської співачки Бонні Тайлер, випущений в Європі 8 квітня 1983 року і пізніше у тому ж році в США лейблом «Columbia Records». 
Випустивши чотири альбоми на лейблі «RCA», Тайлер підписала контракт з «CBS Records» і змінила музичний напрямок. Незабаром після цього вона почала працювати з Джимом Стейнменом, який спродюсував альбом і написав його найуспішніший сингл «Total Eclipse Of The Heart».
Альбом очолив британський чарт і отримав срібну сертифікацію у Великій Британії, платинову у США та двічі платинову у Канаді.

## Вміст альбому
Альбом містить шість кардинально перероблених кавер-версій, створених в стилі звукової стіни Філа Спектора, включаючи хіт гурту «Creedence Clearwater Revival», «Have You Ever Seen the Rain?». «Goin' Through the Motions» була версією пісні гурту «Blue Öyster Cult» з їхнього альбому «Spectres» 1977 року; а «Straight from the Heart» — версією пісні канадського рок-співака та автора-виконавця Браяна Адамса з його платинового альбому «Cuts Like a Knife», з якою він потрапив до топ-10 хітів в США. «Getting So Excited» була версією до пісні британської співачки Лі Космін (з короткою розмовною інтермедією, вставленою після другого куплету, у виконанні Джима Стейнмена, що складалася із назви його однойменної пісні: «Я заради любові готовий на все (але цього я не зроблю)»). Іншу пісню, «Tears», спочатку написав і виконав Френкі Міллер для свого альбому «Easy Money» 1980 року, у цьому альбомі Тайлер виконала її дуетом з ним. Шостий сингл, «Take Me Back», написаний Біллі Кроссом, спочатку був випущений гуртом «Delta Cross Band» в їхньому альбомі «Up Front» 1981 року.
До альбому також увійшли три оригінальні пісні, створені у тому самому стилі, дві з яких були написані та аранжовані самим Джимом Стейнменом: головний сингл «Total Eclipse Of The Heart», який став міжнародним хітом №1; початковий запис «It's a Jungle Out There», написаний Деннісом Поленом, Полом Пілгером і Вільямом Молоні, яку також взяв та перезаписав (у коротшій версії) поп-гурт 1970-х років «Three Dog Night» для свого міні-альбому «It's a Jungle» 1983 року.

## Трек-лист
| #     | Назва                            | Автор                                  | Тривалість |
| ----- | -------------------------------- | -------------------------------------- | ---------- |
| 1.    | «Have You Ever Seen the Rain?»   | Джон Фогерті                           | 4:03       |
| 2.    | «Faster Than the Speed of Night» | Джим Стейнмен                          | 6:35       |
| 3.    | «Getting So Excited»             | Алан Грунер                            | 3:25       |
| 4.    | «Total Eclipse of the Heart»     | Джим Стейнмен                          | 6:59       |
| 5.    | «It's a Jungle Out There»        | Денніс Полен Пол Пілгер Вілліам Молоні | 4:33       |
| 6.    | «Goin' Through the Motions»      | Айен Хантер Ерік Блум                  | 4:05       |
| 7.    | «Tears» (з Френкі Міллером)      | Френкі Міллер                          | 3:47       |
| 8.    | «Take Me Back»                   | Біллі Кросс                            | 5:25       |
| 9.    | «Straight from the Heart»        | Браян Адамс Ерік Кагна                 | 3:38       |
| 43:14 |                                  |                                        |            |

## Творці альбому
| Музиканти - Бонні Тайлер — вокал - Рой Бріттен — піаніно у 8 треку - Ларрі Фест — синтезатор - Рік Деррінджер — гітара - Стів Буслов — бас-гітара - Макс Вайнберг — ударні - Джиммі Мейлен — перкусія - Ерік Тройєр — бек-вокал - Рорі Додд — бек-вокал, вокал у 4 треку «It's a Jungle Out There» - Пол Шеффер — орган (також у 7 треку) - Гірем Баллок — гітара - Вілл Лі — бас-гітара - Стів Джордан — ударні - Джиммі Мейлен — перкусія | Додаткові музиканти - Дейв Леболт — додатковий синтезатор у 1 треку - Стів Маргошиз — всі клавішні у 2 треку - Холлі Шервуд — бек-вокал і плач у 2 треку - Мартін Брайлі — додаткова гітара у 2 треку - Стефані Блек, Еріка Кац, Браян П'ю, Едвард Скайлер, Трістін Скайлер, Девід Варга — дитячий хор у 6 треку - Френкі Міллер — чоловічий вокал у 7 треку Виробництво - Продюсери: Джим Стейнмен, Джон Дженсен - Аранжування: Рой Бріттен, Джим Стейнмен, Стів Маргошиз - Інженери звукозапису: Нейл Дорфсмен, Род Х'юї, Джон Дженсен - Додатковий запис: Френк Філіпетті, Скотт Літт - Записано: The Power Station, Greene Street Studio, Right Track Recording - Мікшування: Нейл Дорфмен, Джим Стейнмен, Джон Дженсен, Скотт Літт - Зміксовано: The Power Station - Мастерінг: Грег Колбі на Sterling Sound |

## Чарти
| Чарт (1983)                                          | Позиція |
| ---------------------------------------------------- | ------- |
| Австралія Australian Albums (Kent Music Report)      | 3       |
| Канада Canada RPM Top Albums (RPM)                   | 6       |
| Нідерланди Dutch Albums (MegaCharts)                 | 24      |
| Фінляндія Finnish Albums (Suomen virallinen lista)   | 17      |
| Франція French Albums (SNEP)                         | 12      |
| Німеччина German Albums (Media Control)              | 20      |
| Нова Зеландія New Zealand Albums (Recorded Music NZ) | 1       |
| Норвегія Norwegian Albums (VG-lista)                 | 1       |
| Швеція Swedish Albums (Sverigetopplistan)            | 3       |
| Швейцарія Swiss Albums (Schweizer Hitparade)         | 19      |
| Велика Британія UK Albums (OCC)                      | 1       |
| США Billboard 200                                    | 4       |
| США Cashbox                                          | 3       |

| Чарт (1983)                                     | Позиція |
| ----------------------------------------------- | ------- |
| Нова Зеландія New Zealand Albums (RMNZ)         | 25      |
| США Billboard Top Pop Albums Female Artists     | 23      |
| Велика Британія Billboard Top UK Albums Artists | 20      |
| США Cashbox Top 100 Albums Artists              | 23      |

## Сертифікації
| Регіон                                                                                          | Сертифікація  | Продажі    |
| ----------------------------------------------------------------------------------------------- | ------------- | ---------- |
| Канада (Music Canada)                                                                           | 2× Платиновий | 200 000^   |
| Франція (SNEP)                                                                                  | Золотий       | 100 000*   |
| Гонконг (IFPI Hong Kong)                                                                        | Золотий       | 10 000*    |
| Нова Зеландія (RIANZ)                                                                           | Золотий       | 7500^      |
| Норвегія (IFPI Norway)                                                                          | Золотий       | 25 000*    |
| Швеція (IFPI Sweden)                                                                            | Платиновий    | 100 000^   |
| Велика Британія (BPI)                                                                           | Срібний       | 60 000^    |
| США (RIAA)                                                                                      | Платиновий    | 1 000 000^ |
| *продажі, що базуються лише на сертифікаціях ^відвантаження, що базуються лише на сертифікаціях |               |            |